# Márkus Mihály
Márkus Mihály, dr. (Komárom, 1943. augusztus 26. –) református lelkipásztor, püspök, egyetemi tanár, egyháztörténész. Fia ifj. Márkus Mihály, a Pápai Református Egyházközség vezető lelkipásztora.

## Életpályája
Négygyermekes lelkészcsaládban született. Édesapja Márkus Jenő lelkipásztor, egyetemi magántanár volt. Tatán végezte iskolai tanulmányait, majd 1967-ben Budapesten a Református Teológiai Akadémián szerzett lelkészi oklevelet. Lelkipásztorként szolgált Körmenden, Szentgyörgyvölgyön 1970-ig, majd Pápán 1975-ig. 1975-ben a tatai egyházközség pásztora lett. 15 éven át a Dunaalmási Református Egészségügyi Gyermekotthon lelkésze és mindenese volt.
1990 és 2008 között (3 cikluson keresztül) a Dunántúli Református Egyházkerület püspöke volt. Újraindulását követően a Pápai Teológiai Akadémia tanszékvezető tanára lett. Öt esztendőn át a Magyar Reformátusok Világszövetségének főtitkára, majd elnöke volt.
1991 és 2002 között a Zsinat lelkészi alelnökeként is szolgált. Emellett a Magyar Reformátusok Világszövetségének főtitkára, majd elnöke volt. Tisztséget vállalt a Magyar Bibliatanácsban és a Magyarországi Egyházak Ökumenikus Tanácsában is, amelynek elnöki tisztét 1998 és 2002 között ő töltötte be.
Újraindulásától 2013-ig volt a Pápai Református Teológiai Akadémia tanszékvezető tanára.

## Tudományos tevékenysége
1980-ban szerzett doktori fokozatot. Disszertációjának témája Komáromi Csipkés György 17. századi teológus és bibliafordítóról írta disszertációját. 1981-ben a münsteri egyetemen végzett Kálvinnal kapcsolatos kutatásokat.

## Díjai, elismerései
- Szentgyörgyvölgy díszpolgára,
- Tata Városért-díj
- Zsigmond Király-díj (Tata).
- Aranygyűrűs teológiai doktor (2019)
- A Magyar Érdemrend parancsnoki keresztje (2011)

## Publikációi
Hét könyve, valamint számos tudományos cikke és tanulmánya jelent meg.